# Avanti!
Avanti (en español: Adelante) es el periódico del Partido Socialista Italiano (PSI). El primer número salió en Roma el 25 de diciembre de 1896. Fue dirigido originalmente por Leonida Bissolati. En 2008, tras el renacimiento del Partido Socialista Italiano, el periódico vuelve a su posición histórica.
A partir de 2012, el Partido Socialista Italiano publicó una versión en línea del periódico, dirigida por Mauro Del Bue. La versión impresa comenzó a publicarse todos los sábados a partir del 30 de abril de 2022, con Enzo Maraio como director.

## Historia

### Avanti, órgano histórico del PSI
A mediados de los años noventa del siglo XIX, el Partido Socialista Italiano contaba con numerosos periódicos (cerca de cuarenta), entre semanarios, quincenales y mensuales publicados en varias partes de Italia. En realidad muchos de ellos tenían tiradas bastante limitadas y se representaban a sí mismos o a situaciones locales bastante circunscritas. En el congreso socialista de Florencia de julio de 1896 emergieron programas de desarrollo editorial y la decisión de fundar un periódico de carácter nacional.
Se debe tener presente el hecho de que en las elecciones políticas celebradas ese año, el Partido Socialista había casi cuadriplicado sus resultados respecto a 1892 y enviaba al parlamento a dieciséis diputados. Viene lanzada una suscripción a nivel nacional entre los militantes gracias a la cual se obtienen 3.000 abonados: uno de los primeros fue el filósofo liberal Benedetto Croce. El 25 de diciembre de 1896 en Roma salió el primer número como se ha dicho antes, su primer director fue Leonida Bissolati, y los redactores fueron Ivanoe Bonomi, Walter Macchi, Alessandro Schiavi, Oddino Morgari, Gabriele Galantara. El encabezamiento retomaba el del periódico homólogo de la socialdemocracia alemana Vorwärts, otros periódicos con el mismo título habían sido fundados previamente entre los que se cuentan uno en 1881 en Cesena por parte de Andrea Costa y otro en mayo del mismo 1896 por el filósofo Antonio Labriola.
En 1911, la sede del periódico se traslada a Milán. El Avanti! sostiene una fuerte campaña por la neutralidad absoluta de Italia en el enfrentamiento de la Primera Guerra Mundial. Tras sostener esta posición, el periódico se inclinó por la intervención en el conflicto de la mano de su entonces director Benito Mussolini. Por este motivo Mussolini pide a la dirección nacional del partido la aprobación de su línea política o presentaría su dimisión. La jefatura del PSI despide a Mussolini al día siguiente y a continuación se le expulsa del partido. Después de la guerra entre los directores estuvo Giacinto Menotti Serrati.
El 15 de abril de 1919, en Milán, grupos de nacionalistas incendiaron la sede del periódico y en la noche de entre el 23 y el 24 de marzo de 1921 la sede milanesa de la calle San Gregorio fue destruida con bombas por una squadra fascista,  represalia a la matanza del Diana anarquista acaecida unas horas antes.
El gobierno de Mussolini impide la publicación en 1926, pero el Avanti! sigue siendo publicado en el exilio como semanario en París y Zúrich.
El periódico vuelve a publicarse en Italia en 1943, aprovechando la caída de Mussolini y establecimiento del Comité de Liberación Nacional en el sur del país, pero al acabar la Segunda Guerra Mundial reduce su tirada y no vuelve a ser el periódico influyente que era en el período de entreguerras.
El Avanti! realcanzó, no obstante, cierta notoriedad entre los trabajadores en la década de 1980 gracias a la colaboración del secretario del partido Bettino Craxi, que firmaba editoriales de análisis político con el seudónimo Ghino di Tacco.

### Crisis final
En 1992 se inicia la crisis que llevará al partido al colapso. En agosto del mismo año, el periódico prácticamente dirigido y acondicionado por Bettino Craxi lanza ataques a la labor de los magistrados de Mani Pulite y socava la neutralidad del partido, en tanto la opinión pública italiana se muestra favorable a que continúen las investigaciones de Mani Pulite. El director Roberto Villetti dimite en octubre de 1992 en protesta contra el uso personal del periódico que se había convertido más que en un periódico "del partido" en un periódico dedicado a la defensa personal de su editor, es decir, del mismo Craxi. Francesco Gozzano, ya director responsable, sustituye a Villeti.
Si 1992 fue un año difícil para el Avanti!, 1993 será catastrófico. En marzo de 1993 se dejaron de pagar los salarios a los trabajadores. La tirada que en la mejor época alcanzaba los 200.000 ejemplares descendía al millar de copias al empezar el año. El derroche de la década de 1980, y la anormal modernización querida por Craxi para contrarrestar la mala publicidad causada por Mani Pulite habían dejado al periódico con una deuda de cerca de 30-40 miles de millones de liras. Ottaviano Del Turco, nuevo secretario del PSI desde febrero de 1993 intenta en vano encontrar una solución e impedir el cierre del periódico, pero el índice de lectores continúa decreciendo, al igual que la credibilidad del diario. En octubre de 1993, se otorga en prenda las mesas y las máquinas de escribir para cumplir con un pago de 105 millones de liras. El periódico cierra a finales de 1993, cuando después de nueve meses de trabajo sin recibir salario, los trabajadores abandonaron la redacción. La casa editorial, la Nuova Editrice Avanti! es liquidada en enero de 1994.

### Directores
- Leonida Bissolati (1896-1903)
- Enrico Ferri (1903-1908)
- Oddino Morgari (1908-1910)
- Leonida Bissolati (1908-1910)
- Claudio Treves (1910-1912)
- Giovanni Bacci (1912)
- Benito Mussolini (1912-1914)
- Giacinto Menotti Serrati (1914-1922)
- Pietro Nenni (1922-1948)
- Riccardo Lombardi (1948-1949)
- Sandro Pertini & Guido Mazzali (1949-1951)
- Tullio Vecchietti (1951-1963)
- Riccardo Lombardi (12.12.1963- 21.07.1964)
- Francesco De Martino (30.07.1964- 13.11.1965)
- Franco Gerardi (14.11.1965-17.11.1966)
- Gaetano Arfé & Flavio Orlandi (18.11.1966-21.01.1969)
- Gaetano Arfé (22.01.1969-01.04.1978)
- Bettino Craxi (1978-1981)
- Ugo Intini (26.04.1981-06.10.1988)
- Antonio Ghirelli (07.10.1988-08.12.1989)
- Roberto Villetti (09.12.1989-1992)
- Francesco Gozzano (1992-1994)

### Colaboradores
- Enrico Leone, redactor jefe, 1903-1905
- Tomaso Monicelli, crítico literario y teatral de 1903 a 1907
- Arturo Labriola, para el exterior
- Nicola Badaloni
- Vittorio Piva
- Gino Piva
- Cesare Pirisi
- Sandro Pertini
- Rosa Genoni
- Walter Pedullà
- Lino Miccichè